# Penyengat (Tanjungpinang Kota)
Penyengat is een bestuurslaag in het regentschap Tanjung Pinang van de provincie Riau-archipel, Indonesië. Penyengat telt 2185 inwoners (volkstelling 2010).